# Furstendömet Zeta
Furstendömet Zeta var ett historiskt serbiskt furstendöme som existerade under medeltiden och låg vid dagens Albanien och Montenegro mellan 1356 och 1499.
Namnet Zeta kom från floden Zeta som rinner genom området. Området kallades tidigare Duklja och efter år 1500 började området att kallas Montenegro, vilket är en direkt översättning till italienska från serbiska då landet heter Crna Gora (svenska:Svarta berget).
Zeta som tidigare var ett självstyrande serbiskt furstendöme blev tillsammans med Raška, även det ett serbiskt furstendöme, grunden i det som kom att bilda det medeltida serbiska kungariket och tsardömet under den mäktiga ätten Nemanjići under 1200-talet och 1300-talet.
Från 1362 styrdes Zeta av ätten ätten Balšić. Sedan denna utslocknat 1421 av huset Crnojević.